# Lac Vodlozero
Le lac Vodlozero (en russe : Водлозеро, en finnois : Vodlajärvi) est un lac d'eau douce du sud-est de la république de Carélie, en Russie. 

## Description
Le lac mesure 36 km de long et 16 km de large, avec une superficie d'eaux de 322 km2 et de 370 km2 en comprenant ses îles.
Sa profondeur maximale est de 16 mètres et sa profondeur moyenne de 3,1 mètres.
Il se trouve à une altitude de 136 m, a une longueur de 36 km et une largeur maximale de 16 km.
La superficie de son bassin versant est de 4 960 km2. 
Il est gelé de début novembre jusqu'à début mai.
Ses eaux abritent environ 190 petites îles. 
La rivière Ileksa (en) est son principal affluent.
Son émissaire est la rivière Vodla qui se jette dans le lac Onega.